# Stazione di Ponzana
La stazione di Ponzana era una stazione ferroviaria della ferrovia Torino-Milano ubicata nel comune di Casalino, nell'omonima località, in provincia di Novara.

## Storia
L'impianto risulta attivato dal 20 ottobre 1856, in concomitanza all'attivazione del tronco Torino-Novara.
A seguito della statizzazione delle ferrovie, tra il 1905 e il 1906, la linea venne incorporata nella rete statale e l'esercizio degli impianti fu assunto dalle Ferrovie dello Stato.
Dal 2001 la gestione dell'intera linea, e con essa quella della stazione di Ponzana, passò in carico a Rete Ferroviaria Italiana la quale ai fini commerciali classifica l'impianto nella categoria "Bronze".
Dal 16 ottobre 2011 la stazione risulta soppressa al traffico viaggiatori e attiva solo come posto di movimento.
Nell'Agosto 2016 è stato soppresso il 3º binario, con l'eliminazione dei deviatoi, i sistema di segnalamento e la linea aerea già rimossa dal 2015, determinandone la soppressione della stazione.

## Strutture e impianti
La stazione era dotata di 3 binari passanti, di cui i primi due di corretto tracciato e il terzo per le precedenze, con i deviatoi percorribili a 60 km/h. L'impianto era telecomandato a distanza con sistema CTC, sotto il controllo del Dirigente Centrale Operativo con sede a Torino Lingotto; tuttavia era presente il banco ACEI e tutto l'occorrente per essere presenziata. In passato esisteva anche un tronchino, in seguito dismesso e scollegato. Sui restanti binari di corsa, la circolazione avviene in base al senso di marcia dei treni, in vigore sulla ferrovia. Sul primo binario circolano i treni in senso di marcia verso Milano, sul secondo quelli verso Torino. 
Nel'impianto era presente un attraversamento a raso e un passaggio a livello in seguito dismesso e sostituito da un cavalca ferrovia.
Il fabbricato viaggiatori della stazione si dispone su due piani.

## Movimento
La stazione ferroviaria prima della sospensione del servizio viaggiatori era servita esclusivamente da treni locali.